# Molecular Systems Biology
Molecular Systems Biology est une revue scientifique en libre accès évaluée par des pairs couvrant la biologie des systèmes au niveau moléculaire (par exemple : la génomique, la protéomique, la métabolomique, les systèmes microbiens, l'intégration de la signalisation cellulaire et des réseaux de régulation), la biologie de synthèse et la médecine systémique. Elle a été créée en 2005 et publiée par Nature Publishing Group au nom de l'Organisation européenne de biologie moléculaire. Depuis décembre 2013, elle est publiée par EMBO Press.
Selon le Journal Citation Reports, la revue avait un facteur d'impact de 8,991 en 2019.

## Le processus éditorial
Molecular systems Biology assure un processus de publication rapide. Les articles entièrement édités peuvent être publiés environ 10 jours après avoir été acceptés. Le processus de révision permet aux éditeurs d'indiquer ce qu'ils souhaitent réviser, tout en fournissant une justification. De plus, les éditeurs ont la possibilité de demander à certains arbitres de commenter leur travail.
Le processus éditorial comprend également un style de formatage flexible, des interactions entre arbitres qui permettent une révision maximale et un seul cycle de révision. La Molecular Systems Biology publie plus de 90 % des révisions reçues. De plus, les éditeurs sont accessibles ; les auteurs d'articles peuvent évaluer les manuscrits avec les éditeurs tout au long du processus d'examen.